# The Under Dog and Other Stories
The Under Dog and Other Stories är en novellsamling skriven av Agatha Christie och först publicerad i USA 1951. Titelnovellen publicerades i häftesform tillsammans med Blackman's Wood (av E. Phillips Oppenheim) i Storbritannien 1929 av The Reader's Library.
Den innehåller verk från Christies tidiga karriär, alla med Hercule Poirot i huvudrollen. Alla berättelser publicerades i brittiska och amerikanska tidskrifter mellan 1923 och 1926. Alla berättelserna, utom titelnovellen, skulle dyka upp igen 1974 i Poirots problem. Boken har inte översatts till svenska men novellerna ingår i andra novellsamlingar (se Innehåll).

## Innehåll
| Engelsk originaltitel             | Svensk översättning         | Del av novellsamling       |
| --------------------------------- | --------------------------- | -------------------------- |
| The Under Dog                     | Vad hände i tornrummet?     | Äventyret med julpuddingen |
| The Plymouth Express              | Plymouth-expressen          | Poirots problem            |
| The Affair at the Victory Ball    | Mordet på maskeradbalen     | Poirots problem            |
| The Market Basing Mystery         | Tragedin i Market Basing    | Poirots problem            |
| The Lemesurier Inheritance        | Släktförbannelsen           | Poirots problem            |
| The Cornish Mystery               | Mysteriet i Cornwall        | Poirots problem            |
| The King of Clubs                 | Klöver kung                 | Poirots problem            |
| The Submarine Plans               | Ett hot mot rikets säkerhet | En bra kväll för mord      |
| The Adventure of the Clapham Cook | Kokerskans äventyr          | Poirots problem            |